# Ramireño
Ramireño es un lugar designado por el censo ubicado en el condado de Zapata en el estado estadounidense de Texas. En el Censo de 2010 tenía una población de 35 habitantes y una densidad poblacional de 9,24 personas por km².

## Geografía
Ramireño se encuentra ubicado en las coordenadas 27°0′47″N 99°22′39″O / 27.01306, -99.37750. Según la Oficina del Censo de los Estados Unidos, Ramireño tiene una superficie total de 3.79 km², de la cual 3.78 km² corresponden a tierra firme y (0.34%) 0.01 km² es agua.

## Demografía
Según el censo de 2010, había 35 personas residiendo en Ramireno. La densidad de población era de 9,24 hab./km². De los 35 habitantes, Ramireno estaba compuesto por el 74.29% blancos, el 0% eran afroamericanos, el 0% eran amerindios, el 0% eran asiáticos, el 0% eran isleños del Pacífico, el 25.71% eran de otras razas y el 0% pertenecían a dos o más razas. Del total de la población el 97.14% eran hispanos o latinos de cualquier raza.